# شهرستان گلاسیر (مونتانا)
شهرستان گلاسیر، مونتانا (به انگلیسی: Glacier County, Montana) یک سکونتگاه مسکونی در ایالات متحده آمریکا است که در ایالت مونتانا واقع شده‌است.

## خصوصیات
شهرستان گلاسیر ۷٬۸۶۵٫۸۴ کیلومترمربع مساحت دارد.